# Ијан Мадиган
Ијан Мадиган (енгл. Ian Madigan; 21. март 1989) професионални је рагбиста и ирски репрезентативац, који тренутно игра за Ленстер. Висок је 180 cm, тежак је 91 kg и игра на позицији број 10 - отварач. Дебитовао је за Ленстер у утакмици келтске лиге против Њупорт Гвент Дрегонса 2009. Са Ленстером је освојио 3 титуле првака Европе, 2 келтске лиге и 1 челинџ куп. За Ленстер је до сада одиграо 129 мечева и постигао 112 поена. У Ленстеру је добио кључну улогу, тек након што је Џони Секстон прешао у Расинг 92. За репрезентацију Ирске је дебитовао у купу шест нација 2013. Најпре је на позицији отварача био Ронан О’Гара, а затим Џони Секстон, па је Мадиган до сада за Ирску одиграо свега 25 тест мечева и постигао 112 поена. Мадиганове секундарне позиције су аријер и центар. Неожењен је и живи у Даблину, а студирао је на "Blackrock College". Са Ирском је освојио куп шест нација. 21. марта 2014. постао је Ленстеров "центурион", одиграо је 100. меч за славни ирски тим, у утакмици против италијанске екипе Зебре (рагби јунион).